# عبد العزيز علي
عبد العزيز علي عبد الله (مواليد 5 يونيو 1980) هو لاعب كرة قدم قطري يلعب كحارس مرمى. مثّل منتخب قطر لكرة القدم.
لعب سابقاً في نادي الغرافة ونادي معيذر .

## روابط خارجية
- عبد العزيز علي على موقع ناشيونال فوتبول تيمز (الإنجليزية)